# Heilshistorie
Heilshistorie is een verklaring uit de christelijke godgeleerdheid waarmee men wil aangeven hoe en sinds wanneer verlossing van zonden voor het mensheid volgens het christendom mogelijk is.
Men bedoelt hiermee te zeggen dat Jezus Christus als de Zoon van God daadwerkelijk mens is geworden en zichzelf voor de zonden van de mensheid heeft opgeofferd en vervolgens is verrezen uit de dood. De menswording van Jezus wordt in theologische taal weergegeven met 'het Woord is vlees geworden'.
In de rooms-katholieke theologie heeft ook Maria een rol in de heilsgeschiedenis als medeverlosseres en  middelares. 

## Voetnoot
1. ↑  Johannes 1:1-18 in de NBG51-vertaling van de Bijbel (met name vers 14)